# ماثياس يوهانيس
ماثياس يوهانيس (بالإنجليزية: Mathias Yohannes)‏ هو لاعب كرة قدم أمريكي، ولد في 19 يناير 2004 في شانتيلي في الولايات المتحدة.